# Chagarcía Medianero
Chagarcía Medianero – gmina w Hiszpanii, w prowincji Salamanka, w Kastylii i León, o powierzchni 14,71 km². W 2011 roku gmina liczyła 93 mieszkańców.